# Sylwester Czereszewski
Sylwester Czereszewski (ur. 4 października 1971 w Gołdapi) – polski piłkarz występujący na pozycji napastnika, reprezentant Polski.

## Kariera klubowa
Karierę piłkarską rozpoczynał w zespole Korony Klewki, skąd wiosną 1989 roku przeszedł do Stomilu Olsztyn. W klubie tym występował do jesieni 1997 roku, z małą przerwą na grę w Gwardii Szczytno jesienią 1992 roku.
W roku 1994 awansował ze Stomilem do pierwszej ligi. W Ekstraklasie zadebiutował w meczu z Zagłębiem Lubin 30 lipca 1994 roku, zaś pierwszą bramkę w Ekstraklasie 21 sierpnia 1994 roku w meczu ze Wartą Poznań. W barwach Stomilu w Ekstraklasie rozegrał 84 spotkania, w których strzelił 17 bramek. Swoją grą zwrócił uwagę działaczy Legii Warszawa, którzy sprowadzili go na Łazienkowską w przerwie zimowej sezonu 1996/1997.
W Legii występował do 2002 roku, z małą eskapadą do chińskiego zespołu Jiangsu Shuntian w 2001 roku. Z drużyną Legii zdobył Mistrzostwo Polski w sezonie 2001/2002, Puchar Polski 1996/1997, Puchar Ligi 2001/2002, Superpuchar Polski 1997/1998, a także koronę króla strzelców w sezonie 1997/1998. W barwach stołecznego klubu rozegrał w pierwszej lidze 116 spotkań, strzelił 45 bramek.
W sezonie 2002/2003 występował w Lechu Poznań, rozgrywając 18 spotkań i strzelając 5 bramek.
Górnik Łęczna był kolejnym etapem jego piłkarskiej kariery. Od sezonu 2003/2004 do wiosny 2005 roku strzelił 5 bramek w 20 meczach. Zwolniony z klubu wiosną 2005 pozostawał bez pracy, by jesienią trafić do Odry Wodzisław, w której rozegrał 7 spotkań, nie strzelając bramki. Powrót do gry po półrocznym rozbracie z piłką okazał się dla 35-letniego wówczas Czereszewskiego zupełnym niewypałem, w meczach Odry spisywał się bardzo słabo. W przewie zimowej sezonu 2005/2006 rozwiązał kontrakt z wodzisławskim pierwszoligowcem. Przed sezonem 2006/2007 rozważał grę w IV-ligowym OKS-ie 1945 Olsztyn (kontynuatora tradycji dawnego Stomilu), jednak ostatecznie nie zdecydował się. Na chwilę obecną nie gra w żadnym klubie, ostatecznie zdecydował się na zakończenie kariery czynnego piłkarza.
W 1994 roku w plebiscycie tygodnika Piłka Nożna został uznany za Odkrycie Roku.
W styczniu 2007 roku zdecydował się pomóc własnym wizerunkiem OKS-owi 1945 Olsztyn. Zadeklarował swój czynny udział przy poszukiwaniu nowych źródeł finansowych dla powoli odradzającego się kontynuatora tradycji dawnego, pierwszoligowego Stomilu.
W sierpniu 2012 roku został grającym trenerem A-klasowej Fortuny Gągławki.
Od rundy wiosennej sezonu 2012/2013 jest grającym trenerem Startu Nidzica. 
W 2008 założył własna szkółkę piłkarska OSPPN Czereś Sport Olsztyn, w której szkoli dzieci i młodzież od 3 do 16 roku życia. 
Od 19 października 2018 w sztabie szkoleniowym Stomilu Olsztyn, od 1 stycznia 2020 dyrektor sportowy tego klubu. Podczas swojej kadencji doprowadził do kontrowersyjnych transferów szerzej nieznanych zawodników, którzy grali głównie na poziomie niższych lig holenderskich. Wskutek afery wywołanej przez publikacje na kibicowskiej stronie Stomilu, Czereszewski został zwolniony z pełnionej funkcji, przez właściciela klubu Michała Brańskiego. Wraz z Czereszewskim z klubem pożegnał się prezes klubu, były bramkarz Spartaka Moskwa i reprezentacji Polski, Wojciech Kowalewski.

## Kariera reprezentacyjna

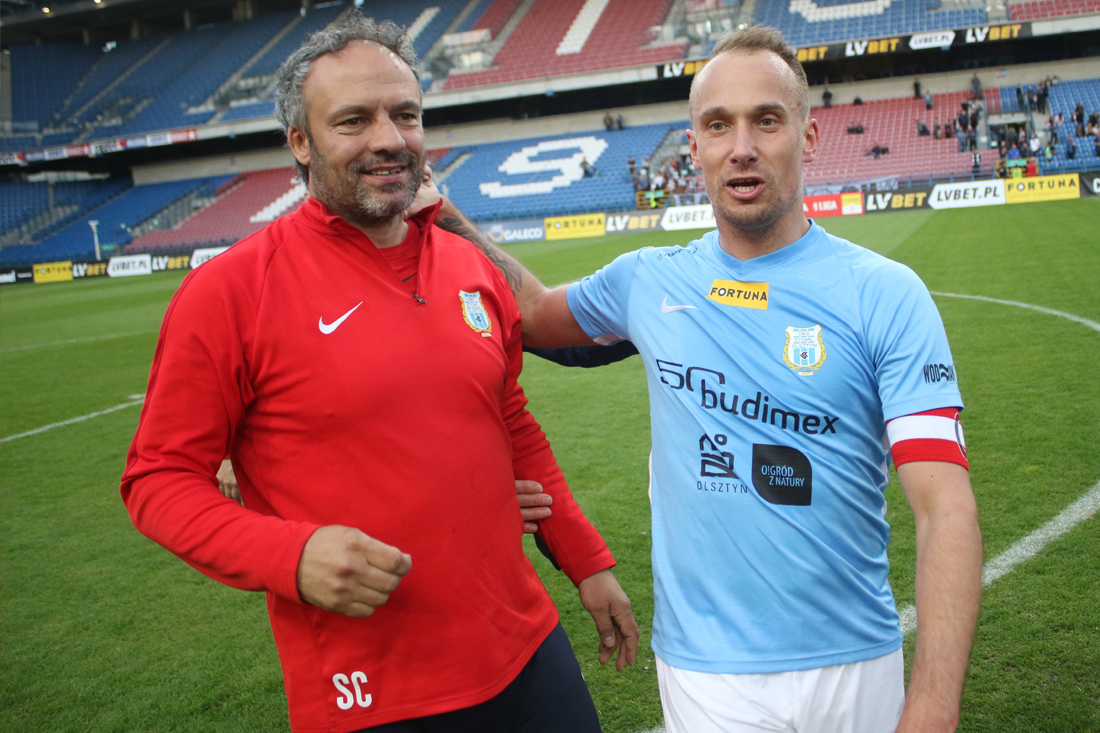
Sylwester Czereszewski (z lewej)

W reprezentacji Polski rozegrał 23 mecze i strzelił 4 bramki. Debiutował w meczu przeciwko Azerbejdżanowi rozegranym 12 października 1994 w Mielcu (wygrana Polski 1:0). Najlepszy mecz rozegrał w 1998 roku przeciwko Bułgarii w Burgasie, strzelając 2 bramki w wygranym 3:0 meczu eliminacji do ME.
| l.p. | Data                 | Miejsce                 | Przeciwnik       | Rezultat | Rozgrywki       | Grał   | Uwagi              |
| ---- | -------------------- | ----------------------- | ---------------- | -------- | --------------- | ------ | ------------------ |
| 1.   | 12 października 1994 | Mielec                  | Azerbejdżan      | 1-0      | elim. Euro 1996 | 90'    |                    |
| 2.   | 16 listopada 1994    | Zabrze                  | Francja          | 0-0      | elim. Euro 1996 | 90'    |                    |
| 3.   | 10 grudnia 1994      | Rijad                   | Arabia Saudyjska | 2-1      | towarzyski      | 90'    |                    |
| 4.   | 15 marca 1995        | Ostrowiec Świętokrzyski | Litwa            | 4-1      | towarzyski      | 90'    | Gol                |
| 5.   | 29 marca 1995        | Bukareszt               | Rumunia          | 1-2      | elim. Euro 1996 | do 71' |                    |
| 6.   | 7 czerwca 1995       | Zabrze                  | Słowacja         | 5-0      | elim. Euro 1996 | od 73' |                    |
| 7.   | 29 czerwca 1995      | Recife                  | Brazylia         | 1-2      | towarzyski      | od 74' |                    |
| 8.   | 11 października 1995 | Bratysława              | Słowacja         | 1-4      | elim. Euro 1996 | od 81' |                    |
| 9.   | 15 listopada 1995    | Trabzon                 | Azerbejdżan      | 0-0      | elim. Euro 1996 | 90'    |                    |
| 10.  | 19 lutego 1996       | Hongkong                | Japonia          | 0-5      | towarzyski      | 90'    |                    |
| 11.  | 27 marca 1996        | Łódź                    | Słowenia         | 0-0      | towarzyski      | od 77' |                    |
| 12.  | 24 września 1997     | Olsztyn                 | Litwa            | 2-0      | towarzyski      | od 53' |                    |
| 13.  | 8 lutego 1998        | Asunción                | Paragwaj         | 0-4      | towarzyski      | od 58' |                    |
| 14.  | 27 maja 1998         | Chorzów                 | Rosja            | 3-1      | towarzyski      | od 46' |                    |
| 15.  | 15 lipca 1998        | Kijów                   | Ukraina          | 2-1      | towarzyski      | do 81' | Gol · Żółta kartka |
| 16.  | 18 sierpnia 1998     | Kraków                  | Izrael           | 2-0      | towarzyski      | do 67' |                    |
| 17.  | 6 września 1998      | Burgas                  | Bułgaria         | 3-0      | elim. Euro 2000 | 90'    | Gol · Gol          |
| 18.  | 10 października 1998 | Warszawa                | Luksemburg       | 3-0      | elim. Euro 2000 | do 75' |                    |
| 19.  | 10 listopada 1998    | Bratysława              | Słowacja         | 3-1      | towarzyski      | 90'    |                    |
| 20.  | 3 lutego 1999        | Ta’ Qali                | Malta            | 1-0      | towarzyski      | od 46' |                    |
| 21.  | 10 lutego 1999       | Ta’ Qali                | Finlandia        | 1-1      | towarzyski      | od 90' |                    |
| 22.  | 3 marca 1999         | Warszawa                | Armenia          | 1-0      | towarzyski      | od 68' |                    |
| 23.  | 9 października 1999  | Solna                   | Szwecja          | 0-2      | elim. Euro 2000 | do 73' |                    |

## Sukcesy

### Klubowe
Legia Warszawa
- Mistrzostwo Polski: 2001/2002
- Puchar Polski: 1996/1997
- Puchar Ligi: 2001/2002
- Superpuchar Polski: 1997

### Indywidualne
- Odkrycie Roku w plebiscycie Piłki Nożnej: 1994
- Król strzelców I Ligi: 1997/1998 – 14 bramek